# Mostrina

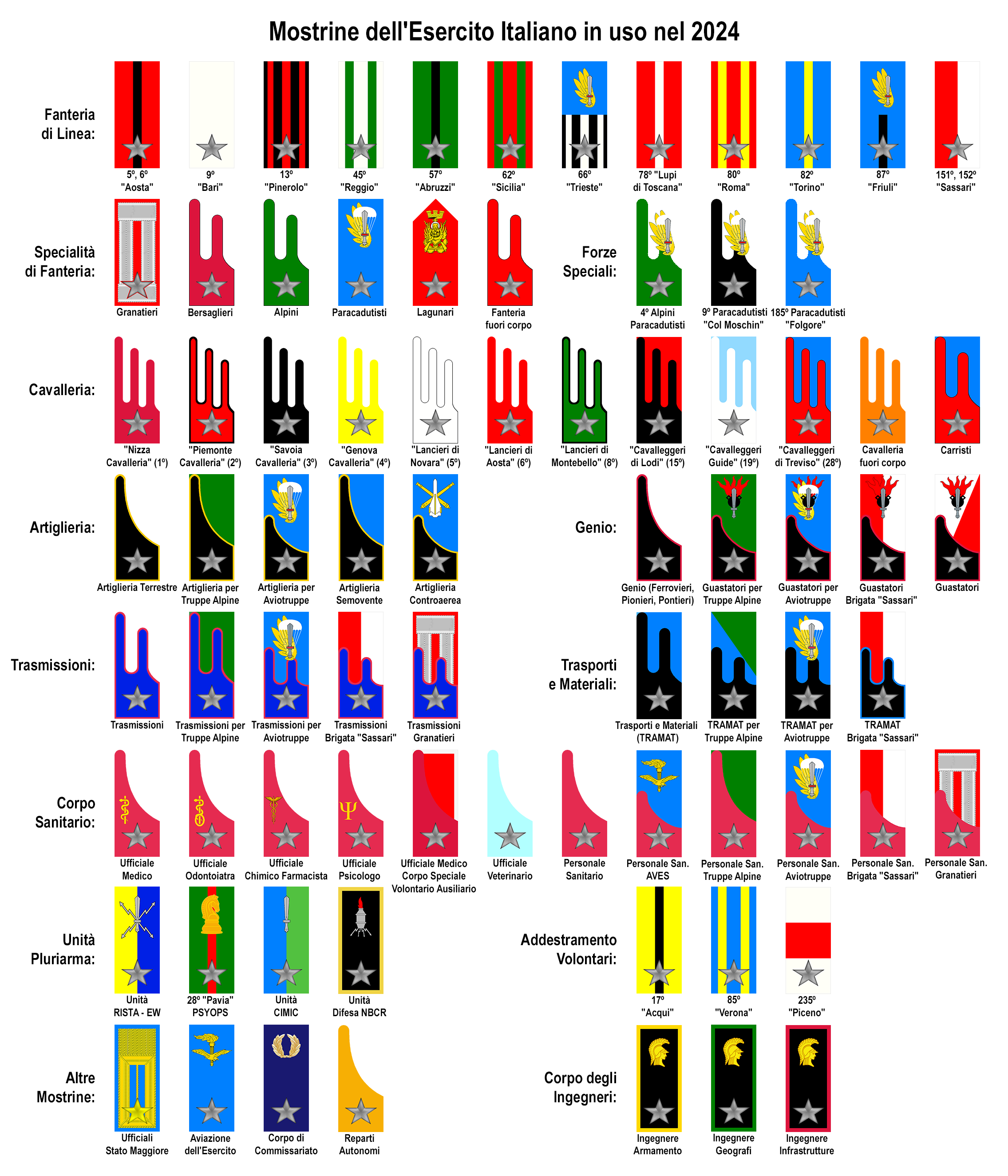
Mostrine dell'Esercito Italiano in uso nel 2024

La mostrina è un contrassegno colorato, realizzato in stoffa o metallo, portato sulle uniformi militari e dei corpi di polizia.
Ha la funzione di distintivo caratterizzante l'appartenenza del soggetto a un certo reparto, specialità o forza armata; generalmente sono portate appuntate o cucite sul bavero o sui risvolti delle maniche della divisa. Le mostrine propriamente dette sono di forma rettangolare, mentre se di forma a uno o più punte vengono definite "fiamme" e se di forma a striscia chiusa a cappio "alamari".
L'insieme delle mostrine portate sulla divisa è detto mostreggiatura.

## Storia
Le mostreggiature traggono origine dalla consuetudine feudale di contraddistinguere la livrea o divisa dei propri armigeri con delle combinazioni di colori tipiche del signore che armava il reparto stesso.
Con l'affermarsi dello stato moderno gli abiti multicolori delle non sempre affidabili truppe dei vassalli, vengono sostituiti con le uniformi, via via sempre più standardizzate nella foggia e nel colore, dell'esercito dello stato.
Poiché molti reggimenti erano armati a spese dei colonnelli che li comandavano e, comunque, per distinguere facilmente i reparti, furono mantenuti dei colori distintivi, di solito sulle spalline, i baveri, le patte delle tasche e i risvolti delle maniche, il cui abbinamento permetteva di distinguere un reparto dall'altro.
Con l'evoluzione della foggia delle uniformi tali distinzioni furono via via sempre più ridotte, assumendo la denominazione di specchietti, asole, mostre e mostrine.

## Forze armate austriache
Nelle forze armate austriache l'uso delle mostrine, dette Paroli, risale al Settecento, quando distinguevano i reggimenti di carabinieri da quelli di corazzieri, identici per armamento. I Paroli hanno un bottone vicino al margine esterno (o superiore, nel caso di giubba aperta con risvolti).

## Forze armate e di polizia italiane
L'odierna mostrina dell'Esercito italiano consiste in un distintivo metallico di forma e colore codificati, che viene portato in paio al bavero dell'uniforme. Vanno ricordate anche le mostrine del Reggimento San Marco (Marina Militare) e le fiamme della Guardia di Finanza. I Carabinieri e i corpi di polizia civili portano alamari intonati al bottone su una mostra del colore distintivo, che per ufficiali o funzionari è un ricamo piuttosto elaborato.

### Esercito Italiano
Nell'Ottocento presero a definirsi quattro tipi principali di questo distintivo:
1. le mostrine vere e proprie, che appartenevano ai reggimenti di Fanteria;
2. le fiamme, bicuspidate per i reparti di fanteria leggera e tricuspidate per i reparti di Cavalleria·
3. le fiamme a una punta, comunemente dette «pipe» per la forma, per i servizi quali l'Artiglieria, il Genio, la Sanità;
4. gli alamari, di forma più elaborata, propri di Carabinieri e Granatieri di Sardegna e degli ufficiali in servizio allo Stato maggiore.

A partire dal 1973 sopravvivono, in forma ulteriormente ridotta, come piccoli distintivi metallici, apposti sui baveri delle uniformi ordinarie. Per quei reggimenti di cavalleria che avevano il bavero interamente colorato hanno preso la forma di fiamme a tre punte fin dal 1934 (riforma Baistrocchi).
Il fondo di colore diverso cui è sovrapposta una fiamma (per esempio per contraddistinguere i servizî in forza a un reparto o a una specialità particolare) prende il nome di sottopanno: si parla di fiamma sottopannata.

## Forze armate del Regno unito
Le prime mostrine sulle uniformi dell'esercito britannico furono introdotte in India nel 1887, solo per gli ufficiali e rimasero in uso, con colori che indicavano l'arma di appartenenza, fino al 1921. Da allora sono indossate solo da colonnelli e generali.
Le mostrine sono anche un distintivo caratteristico degli allievi ufficiali dell'esercito, dell'aeronautica e della marina.

## Forze armate tedesche
Nel corso della prima guerra mondiale i colori distintivi precedentemente usati vennero ridotti a filettature in poche parti dell'uniforme. Nel 1921 furono regolamentate le uniformi della Reichswehr, coll'introduzione di mostrine nei colori assegnati alle diverse armi, ciascuna con due alamari affiancati (che ricordavano quelli precedentemente portati al bavero da pochi reggimenti, in particolare della guardia). Questi colori, detti Waffenfarben (con poche modifiche nel 1937) vennero mantenuti dalla Wehrmacht fino al termine della seconda guerra mondiale.
La Luftwaffe, costituita nel 1935, adottò mostrine di forma più tozza, con varî ornamenti, per lo più ali spiegate, al posto degli alamari.
Le forze armate della Repubblica democratica tedesca, che adottarono uniformi molto legate alla tradizione, mantennero le mostrine con colori modificati. In particolare quelle dell'aeronautica diventarono uniformemente celesti, mentre l'esercito manteneva gli alamari (inizialmente portati anche sulle maniche) e le truppe di frontiera adottarono il colore verde.

### Bundeswehr
Nelle Forze armate federali tedesche, l'esercito fin dalla sua costituzione nel 1955 ha reintrodotto le mostrine nei colori delle varie armi, coi caratteristici doppi alamari.
I generali dell'esercito e dell'aeronautica hanno mantenuto il ricamo tradizionale.
L'aeronautica (eccezion fatta per lo stato maggiore) ha mostrine gialle con ali spiegate sovrapposte a un serto.